# Buellia pulverea
Buellia pulverea är en lavart som beskrevs av Coppins & P. James. Buellia pulverea ingår i släktet Buellia och familjen Physciaceae.   Inga underarter finns listade i Catalogue of Life.